# 霍城县良种繁育中心
霍城县良种繁育中心，是中华人民共和国新疆维吾尔自治区伊犁哈萨克自治州霍城县下辖的一个乡镇级行政单位。

## 行政区划
霍城县良种繁育中心下辖以下地区：
第一村、第二村、第三村、第四村、第五村和牧业村。